# Dragon Quest : L'Odyssée du roi maudit
Dragon Quest VIII : L'Odyssée du roi maudit (ドラゴンクエストVIII 空と海と大地と呪われし姫君, Doragon Kuesuto Eito Sora to Umi to Daichi to Norowareshi Himegimi (lit. 
Dragon Quest VIII : Le ciel, la mer, la terre et la princesse maudite)) est un jeu vidéo de rôle de Square Enix développé par Level-5  sur PlayStation 2, publié en 2004 au Japon, en 2005 en Amérique du Nord et en 2006 en Europe sans sa numérotation. C'est le premier épisode intégralement en 3D de la série Dragon Quest.
Square Enix sort le jeu sur iOS et Android le 12 décembre 2013 au Japon et le 28 mai 2014 en Amérique du Nord et en Europe, ainsi que sur Nintendo 3DS le 27 août 2015 au Japon et le 20 janvier 2017 en Amérique du Nord et en Europe.
Il existe une préquelle dénommée Dragon Quest: Shōnen Yangus to Fushigi no Dungeon, sortie en 2006 uniquement au Japon.

## Synopsis
Le héros est le seul habitant d'un château à ne pas avoir été transformé par le sorcier Dhoulmagus, un bouffon maléfique qui s'est emparé du trésor du château, un sceptre magique. Le héros est sur les traces de Dhoulmagus avec son roi, Trode (transformé en monstre vert), et la princesse, Médéa (transformée en cheval), pour essayer d'inverser les transformations. Sur le chemin ils croisent Yangus, un voleur, qui essaie de les détrousser. Yangus rate son attaque et il manque de tomber dans un ravin, mais le héros le sauve : il décide alors de rejoindre le groupe. C'est à ce moment-là que le jeu commence, le joueur étant identifié au héros.
Divulgation du scénario : 

## Système de jeu
Le joueur dirige une équipe de personnages qui ont chacun un équipement différent qui peut être géré par le menu. Le menu permet aussi d'utiliser des magies de soin et de résurrection qui permettent d'améliorer l'état de santé de l'équipe. Pour sauvegarder, le joueur doit se confesser auprès d'un prêtre.
Lors des déplacements dans les villes ou dans le monde, un seul personnage est vu se déplaçant, c'est une vue à la troisième personne. Le phénomène jour/nuit est géré en temps réel (même si un jour dure beaucoup moins longtemps que dans la réalité), le joueur voit la lune et le soleil se déplacer. Il est possible de changer l'alignement et ainsi contrôler un autre équipier du groupe. Comme dans beaucoup de jeux vidéo de rôle, des combats aléatoires apparaissent au fil des déplacements.
Lors des combats, les ennemis sont vus de face, alignés, et le joueur décide des actions de chaque personnage avant chaque tour. Les actions sont : combattre, fuir, intimider ou définir les tactiques. La fuite est possible dans la plupart des combats contre des ennemis faibles, l'intimidation au contraire peut faire fuir les ennemis. Définir les tactiques permet aux personnages d'être gérés par l'ordinateur suivant une tactique telle que « sans pitié », « agir avec sagesse », « soigner en priorité » ou « ne pas utiliser de magie ». Si le joueur décide de combattre, d'autres actions se proposent à lui : attaquer, utiliser un sort magique, un objet, une attaque spéciale, se concentrer ou se défendre. La concentration permet au personnage d'accumuler de l'énergie et ainsi lancer une attaque ultra-puissante au bout de quelques tours de concentration. Après que toutes les actions ont été décidées, elles s'enchaînent et la caméra devient dynamique, tourne autour des protagonistes, fait des gros plans sur les attaques, etc.
À chaque combat gagné, les personnages gagnent des points d'expérience, de l'or et obtiennent parfois des objets. Au bout d'un certain nombre de points, les personnages voient leur niveau augmenter, ce qui améliore leurs statistiques et permet au joueur d'améliorer certaines compétences choisies, parmi cinq, chaque héros ayant ses propres capacités.
Le héros peut augmenter ses capacités pour l'épée, le boomerang (qui touche tous les ennemis), la lance, les attaques à mais nus et le courage (le courage lui apprend des sorts de soins, de puissantes attaques et un économie en points de mana (pm) consommés.
Yangus peut manier la hache, la massue, la faux, les attaques à mains nues, et l'humanité qui permet des sorts de soins, résurrection, et parmi tant d'autres au niveau maximal une aptitude appelant le roi Trode qui attaque tous les ennemis
Yangus peut aussi manier le fléau qui attaque un groupe d'ennemis mais n'a aucune compétence avec cette arme.
Angelo quant à lui peut manier l'épée mais uniquement les plus fines épées, l'arc, le bâton, les attaques à mains nues et le charisme qui permet de réduire la concentration des ennemis, de lancer de puissants sorts, etc
Jessica manie le fouet qui tape un groupe d'ennemis voire tous les ennemis selon le fouet, le bâton qui lui offre d'excellents sorts, le poignard, les attaques à mains nues et la séduction, qui peut empêcher l'ennemi d'attaquer par amour, ou même soigner l'équipe sans consommer en points de magie.
Chaque compétence possède 100 niveaux et offre environ 15 sorts davantage concentrés au début, les héros gagnent 1 à 9 points de compétence à chaque niveau, mais certaines graines permettent de gagner 5 points de compétence à répartir comme bon vous semble à vos personnages. Il est préférable de monter 2 compétences uniquement par personnage.
Au fil du jeu, le joueur obtient une « alchimarmite » qui lui permet de combiner plusieurs objets pour n'en former qu'un, plus puissant ou avec de nouvelles caractéristiques. Ce principe de combinaison est très proche de celui de l'inventeur dans Dark Chronicle.
Les graphismes sont en cel-shading et les personnages dessinés par Akira Toriyama (auteur de Dragon Ball), son style est reconnaissable sur de nombreux personnages et monstres, et particulièrement sur le héros ; celui-ci ressemble à Son Goku et lorsqu'il se concentre au maximum, il ressemble alors à un Super Saiyan. Angelo ressemble beaucoup à Trunks.

## Personnages

### L'équipe de combat
- Héros (aussi appelé Eight par les fans japonais) est le héros principal du jeu, le joueur choisit son nom. Ce jeune homme de 18 ans étant soldat pendant une dizaine d'années dans la garde royale, il était très proche de la princesse Médéa. Il a dû quitter son royaume en raison de la malédiction lancée par Dhoulmagus. Il arbore un foulard orange sur la tête ainsi qu'un manteau jaune et une tunique bleue. Grâce à sa formation militaire, il manie l'épée, la lance et le boomerang. C'est un personnage équilibré qui peut apprendre les magies de base tout en étant l'un des plus puissants physiquement. Il est humain de son père et dragovien de sa mère. Munchie, sa souris domestique, peut manger des fromages spéciaux qui lui permettent d'utiliser de la magie offensive (de type feu ou glace) ou défensive suivant le fromage. Le joueur contrôle parfois Munchie pour passer dans des endroits étroits.

- Équipement : épées, lances, boomerangs (permet de toucher tous les ennemis), mains nues
- Attribut spécial : courage
- Yangus est un ancien bandit à l'accent étrange. Depuis sa rencontre « imprévue » avec le héros, Yangus se rachète en aidant l'équipe durant l'aventure. Il se dispute souvent avec Trode. C'est un homme musclé qui préfère combattre à l'aide de fortes armes. Il est considéré comme un personnage tout en force. Il a le plus haut niveau de vie et le plus bas niveau de magie.

- Équipement : haches, massues, faux, mains nues
- Attribut spécial : humanité
- Jessica est la fille, (frère décédé) d'une famille bourgeoise d'un petit village. Elle est parfois considérée comme un garçon manqué mais elle a le don d'être respectée par tous les habitants de son village. Jessica est une magicienne débutante qui peut lancer des sorts offensifs. Faible en attaque et dénuée d'un haut niveau de vie, elle ne connaît pas les magies curatives mais maîtrise bien les magies d'attaque. C'est elle qui possède l'attaque la plus puissante du jeu. Elle rejoint l'équipe après le départ pour le continent sud.

- Équipement : dagues, fouets, bâtons, mains nues
- Attribut spécial : séduction
- Angelo (nom original: Kukule) est un chevalier des Templiers qui a promis de protéger son abbaye. Néanmoins, il est plus attaché aux jeux d'argent et aux jolies femmes qu'à l'Église, ce qui lui procure une mauvaise image aux yeux des autres Templiers, en particulier Marcello, son demi-frère. C'est un personnage équilibré, bénéficiant de capacités offensives et défensives moyennes, soutenues par la maîtrise de sorts curatifs. Il rejoint l'équipe à l'issue du chapitre de l'Abbaye de Maëlla

- Équipement : épées, arcs, bâtons, mains nues
- Attribut spécial : charisme
- Morry (version 3DS uniquement) : Spécialiste des monstres, il gère une arène où ceux-ci peuvent s'affronter. Il permettra au héros d'y participer avec une équipe de monstres, en lui payant le droit d'entrée exorbitant de 200 000 pièces. Son arène est utile pour gagner de très bons équipements et armes. Il rejoindra l'équipe uniquement si l'arène des monstres est réussie au rang S.

- Équipement : griffes, massues, boomerangs, mains nues 
- Attribut spécial : passion
- Rubis (version 3DS uniquement) : Une voleuse professionnelle (connu par Yangus depuis sa pur enfance), apparemment la meilleure. À la suite du vol de Médéa et du chariot, les héros devront récupérer, en échange de la princesse, un gigantesque joyau dans un labyrinthe. Elle rejoindra l'équipe plus tard dans le jeu, lors de la visite de la caverne du Capitaine Crow.

- Équipement : éventails, fouets, dagues, mains nues  
- Attribut spécial : brigandage

### Les autres personnages
- Trode : Il est le roi de Trodain, Dhoulmagus lui a jeté un sort qui l'a transformé en Troll (d'où le nom du jeu : l'odyssée du roi maudit). Un de ses anciens gardes, le héros, est parti avec lui dans une quête visant à lui faire retrouver sa véritable apparence, à lui et à sa fille, ils pourchassent donc Dhoulmagus dans l'espoir de briser ce sortilège.
- Médéa : Elle est la fille de Trode et donc la princesse de Trodain. Transformée en pouliche par Dhoulmagus, elle et son père sont accompagnés par le héros et pourchassent Dhoulmagus pour briser le sortilège qui les maintient sous cette apparence ridicule, elle est très attachée au héros, elle est très gentille et a été promise à Charnu, le prince d'Argonia, qui ne la mérite pas, leurs deux caractères étant opposés. Aussi, elle redoute son mariage avec lui.
- Dhoulmagus : Il est le mystérieux bouffon ayant brisé le sceau qui protégeait le sceptre magique dans le château de Trodain. Il fait régner la terreur partout où il passe et cherche à assassiner les descendants des Grands Sages qui inhibent le pouvoir de son sceptre maléfique, appartenant en fait au seigneur de l'ombre Rhapthorne. La trop grande puissance du sceptre abime le corps de son détenteur. Il sera combattu dans les ruines de l'ombre, alors en stase pour se régénérer. Il prendra une forme démoniaque avant de mourir.
- Marcello : Demi-frère d'Angelo, il est le chef de l'ordre des Templiers. Il déteste Angelo à cause d'une vieille affaire de famille, leur père a eu Marcello avec une servante et s'est marié plus tard avec une femme avec qui il a eu Angelo, qui est devenu son héritier et a fait tout perdre à Marcello. Il deviendra le Père de l'abbaye à la mort du Père Francisco et ordonne à ce moment-là à Angelo de rejoindre l'équipe du héros, Yangus, et Jessica.
- Rhapthorne : Il est le seigneur de l'ombre (monde parallèle au monde normal sans aucune couleurs), le propriétaire du sceptre de l'ombre, outil maléfique qui lui sert à posséder ceux qui le touchent pour les forcer à exécuter sa volonté, c'est-à-dire le ressusciter dans le monde physique d'où il a été banni par les Grands Sages.
- Charnu (ou Charnul, surnom donné au prince de la part de presque tout le monde, à part les habitants d'Argonia) : Prince d'Argonia, arrogant et faible. Il a menti à propos d'un rite initiatique visant à faire de lui le futur souverain de son royaume. Il a en effet échangé le cœur d'Argon, nécessaire comme preuve de son courage et de sa valeur, contre un faux plus gros, à un mendiant. Son père sait cependant la vérité. Il a été promis à Médéa dès sa naissance à la suite d'un serment de son grand-père et de la grand-mère de Médea, qui ne pouvaient s'épouser car leurs familles étaient en mauvais termes à l'époque.
- Empyréa : L'Oiseau céleste, elle a combattu Rhapthorne avec les Grands Sages. Et depuis, elle est enfermée dans le monde des ombres, elle aide les héros à vaincre Rhapthorne. Son vrai nom est Ramia, le nom du phénix de Dragon Quest III.
- Munchie : Gerbille à crête accompagnant le héros. Il peut participer aux combats grâce aux différents fromages. Son origine est mystérieuse, ainsi que ses pouvoirs...Munchie la souris est en fait le grand-père du hèros qui se nomme réellement Chen-Mui qui est l’anagramme de Munchie.
- Félix : Amoureux des tigres à dents de sabres, il a construit son château en forme de Smilodon. Il interviendra lors d'une quête optionnelle, où il donnera le sable de sérénité au héros, pour qu'il le remette à « un ami qui s'est égaré sur son chemin ». L'ami est question est un Smilodon parlant nommé Baumren, dont l'âme fut capturée par l'arbre du Styx. Quand il reçut le sable, il mourut enfin… Félix, après cela remettra au Héros le grelot de Baumren, permettant d'appeler un Smilodon à chevaucher, pour aller plus vite.
- Valentina : Jeune femme de Lontania, elle a requis l'aide de la troupe pour retrouver la boule de cristal de son père adoptif, Kaldaresha.
- Kaldaresha : Grand médium à Lontania. Il jeta sa boule dans la cascade des années avant quand il apprit qu'une de ses consultations avait mené à une mort. Il adopta alors Valentina, puis sombra dans l'alcoolisme. Il retrouvera ses pouvoirs quand il aura à nouveau sa boule de cristal et indiquera la position de Dhoulmagus au héros, lui permettant alors de continuer sa quête.
- Geyzer : Sirénien habitant dans la caverne de la cascade, gardant une boule de cristal. Le héros, en ayant besoin de cette boule pour remonter le moral de Kaldaresha, Engagera par mégarde un combat avec le poisson. La raison de cette colère est que longtemps avant, il reçut cette boule sur la tête, lui faisant un choc très fort et le faisant zozoter. Il se calmera en apprenant que le Héros n'a pas jeté la boule dans la cascade et le laissera partir avec.
- Alistair : Le frère de Jessica. Il sera tué par Dhoulmagus car il est l'héritier des sept sages qui ont enfermé Rhapthorne, car quand les sept mourront, Rhapthorne reviendra.
- Rosalind : La mère sévère de Jessica. Elle voudra empêcher sa fille de venger Alistair, mais de toute évidence, ça n'a pas marché.
- Harry et Fifi : Deux garçons qui pensent un peu trop chevaleresque, et qui attaqueront la troupe à l'entrée d'Alexandria… avant d'être arrêtés par leur grand-mère.
- Khalamar : Un calmar géant vivant dans la mer entre Port Espérance et Quai Pérégrin. Il deviendra fou après un sort de Dhoulmagus, ce qui le fera attaquer tous les bateaux. Pour prendre le bac, les héros devront le vaincre.
- Père Francisco : Le Père de l'Abbaye de Maella. Dhoulmagus se rendra chez lui, et tentera alors de l'assassiner. Nos héros, passés par les ruines de l'ancienne abbaye pour contourner des gardes, arriveront à temps. La seconde fois, cependant, ils ne pourront pas empêcher Dhoulmagus de faire son sinistre travail.
- Dave l'Embrouille : Un marchand pas extrêmement catholique dans ses affaires, c'est par lui que passera d'abord la princesse, et il la revendra ensuite à Rubis. Après, il proposera un système de troc au héros basé sur l'alchimarmite.
- Dominico : Grand mage et (descendant d'un des sept sages qui enfermèrent Raphtorne) de la ville d'Arcadia et propriétaire d'un chien nommé Léopold, il a comme élève David, l'enfant d'un des grand amis de son père . On apprend une fois Jessica battu et enlevé a l'emprise du bâton maléfique, que David est le réel descendant des sept sages et que c'est donc Dominico n'est donc que l’ami et que les rôles ont été inversés. À la mort  de David par son chien sous contrôle du bâton maléfique, Dominico se confesse aux héros et s'excuse pour ses mauvais traitements envers David.
- David : David est l'élève du grand mage Dominico dans la ville d'Arcadia, il s'occupe principalement de Léopold(le chien de Dominico) et des tâches ménagères. Une fois Jessica sauvée du bâton maléfique, on apprend que David est l'héritier d'un des sept sages qui enfermèrent Raphtorne à l'aide d'Empyréa, il mourut ensuite de « la main » de Leopold qui avait récupéré le bâton de Raphtorne. On apprend  une fois arrivé aux Trois-Angles que David vivait dans cet endroit où cohabitent  monstres et humains quand il était bébé.

## Fiche technique
- Réalisateur : Akihiro Hino
- Scénario : Yuji Horii, Jin Fujisawa, Atsushi Narita, Amo Kamimura, Shigeki Nakadera
- Game Design : Yuji Horii
- Character designer : Akira Toriyama
- Décors originaux : Shinichi Matsumoto, Nobuyuki Yanai, Kaoru Minami
- Art Directors : Takayuki Sameshima, Kazunari Matsuo
- Réalisateur de la programmation : Yasuhiro Akasaka
- Programme principal : Tomohiro Misei, Youichi Kawaguchi
- Programme système 3D : Kenji Matsusue
- Programme du système de combat : Takayuki Kobayashi, Koji Chado, Mamoru Itagaki
- Réalisateur monstres et effets : Kentaro Motomura
- Systèmes d'animation : Makoto Shikasho
- Effets sonores : Dai Yamanaka
- Musiques : Kōichi Sugiyama, interprété par l'Orchestre symphonique métropolitain de Tokyo

## Bande sonore
Comme pour les autres jeux de la série Dragon Quest, Kōichi Sugiyama a composé la bande originale de ce jeu. Deux albums sont sortis : Dragon Quest VIII Original Soundtrack et Symphonic Suite Dragon Quest VIII interprété par l'Orchestre symphonique métropolitain de Tokyo.

## Particularités
- Comme la plupart des jeux de la série Dragon Quest, Dragon Quest VIII s'est très bien vendu au Japon ; il est premier des ventes en 2004 avec plus de 3 millions d'unités vendues[2]. Il s'est également bien vendu en France puisqu'il est resté plusieurs semaines dans le top des ventes des magasins Micromania. Entre sa sortie et le 13 avril 2006, 600 000 exemplaires[3] ont été vendus en Europe.
- Les critiques des journalistes professionnels anglophones ont été bonnes, avec une note moyenne de 89/100 pour 56 critiques[4]
- Les critiques des journalistes francophones ont été elles aussi bonnes puisque le jeu a obtenu une moyenne de 89,17 % selon l'agglomérateur francophone Playrank[5]
- Il s'agit du premier jeu de la série à être sorti en Europe.
- Outre sa traduction, le jeu a subi plusieurs changements majeurs pour sa diffusion hors du Japon :
  - Dans la version japonaise, les dialogues ne sont pas doublés mais des voix ont été ajoutées pour la version américaine lors des dialogues les plus importants. Ces voix sont restées identiques dans la version française avec bien évidemment des sous-titres en français. Contrairement à la plupart des jeux de rôles doublés en anglais, les personnages parlent anglais avec un accent britannique au lieu d'américain (ce qui est considéré comme plus crédible dans un environnement médiéval européen).
  - Les menus, jugés trop austères pour le public occidental, ont subi une refonte totale pour la sortie américaine.
  - Les musiques ont été réenregistrées avec un véritable orchestre.